# Altaraufsatz des Pilgrim II.

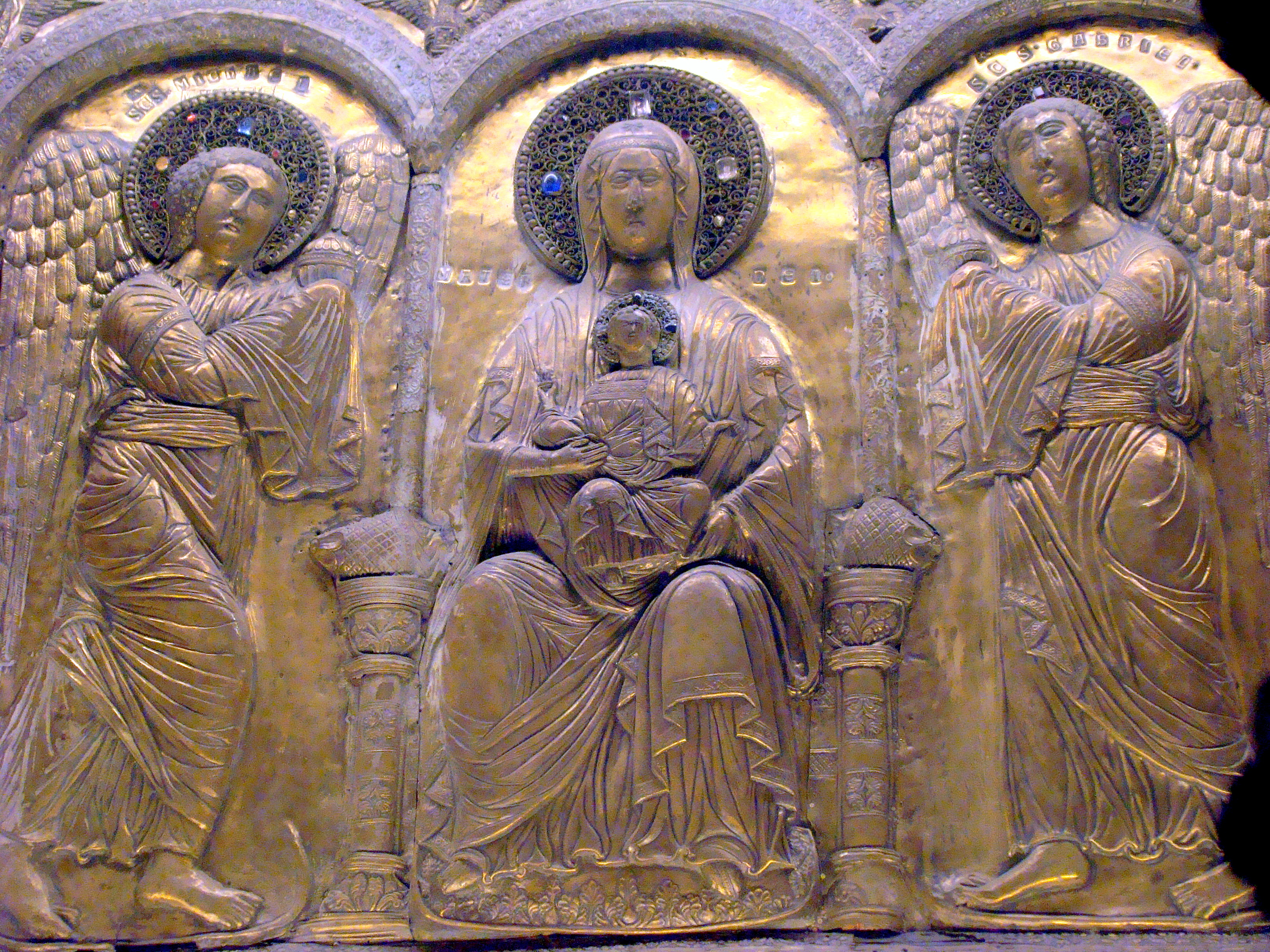
Triptychon des Altaraufsatzes, das Maria mit dem Jesuskind auf ihrem Schoß von zwei Erzengeln umgeben zeigt

Der Altaraufsatz des Pilgrim II. ist ein mittelalterliches Altarbild, das im Dom der italienischen Stadt Cividale steht. Der silberne Aufsatz wurde von Pilgrim II., dem Patriarchen von Aquileia, um das Jahr 1200 gestiftet und krönt heute den Hauptaltar der Kirche Santa Maria Assunta. Er zeigt Maria und das Jesuskind umgeben von Erzengeln und einer Schar Heiliger. Das Kunstwerk ist durch seine reichhaltige Verzierung und die frühe typographische Herstellungstechnik seiner Inschriften sowohl kunsthistorisch als auch druckgeschichtlich von Interesse.

## Beschreibung

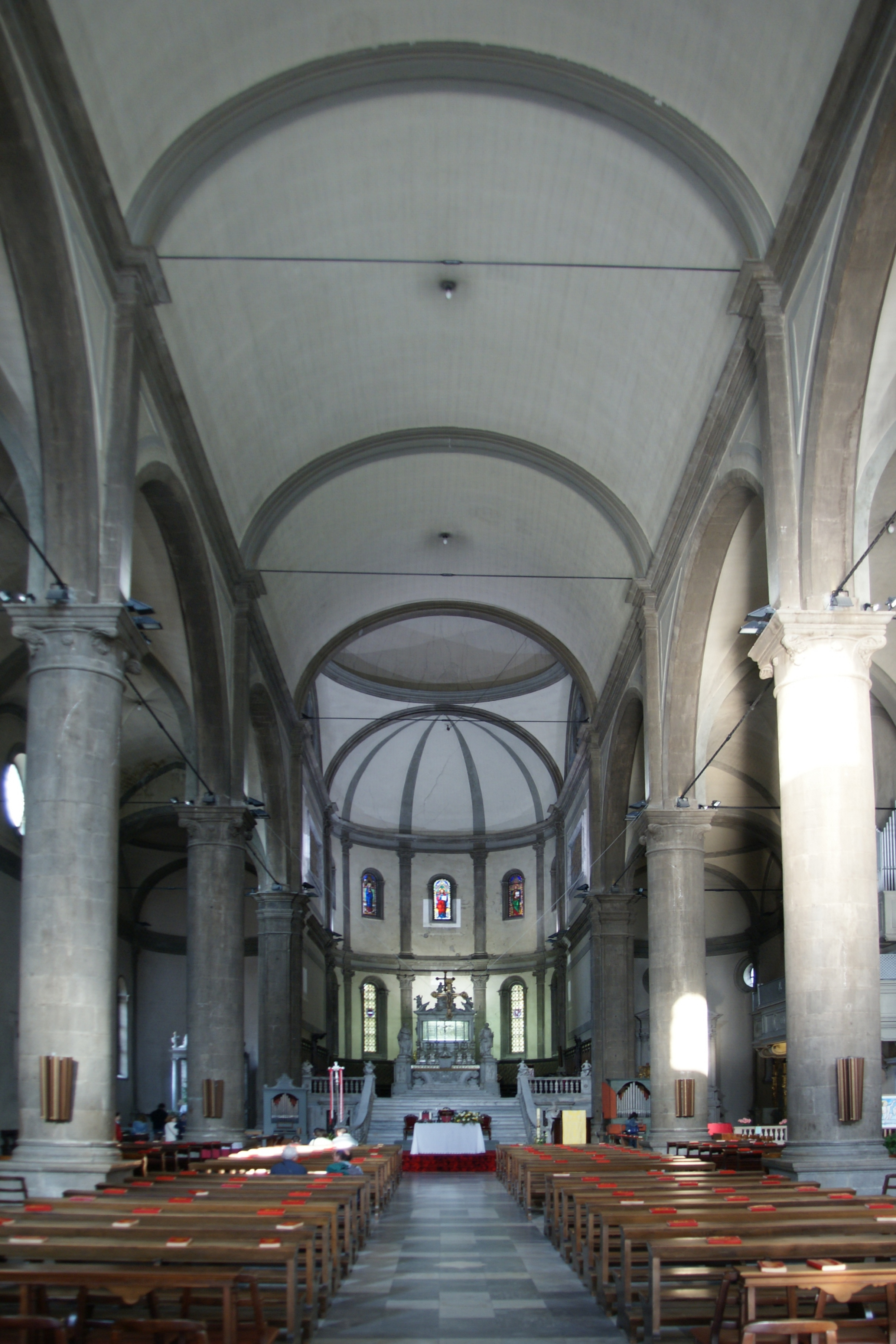
Blick durch das Hauptschiff zum beleuchteten Altaraufsatz im Chor

Das silberne, stellenweise vergoldete Reliefbildnis befindet sich heute im Dom Santa Maria Assunta der Kleinstadt Cividale im Friaul. Die ungefähr einen Meter hohe und zwei Meter breite rechteckige Platte thront in einer modernen Vitrine über dem Hauptaltar im Chor. Der Aufsatz ist ein Weihegeschenk von Pilgrim II. (lat. Name Pellegrinus), der von 1195 bis 1204 das Patriarchat von Aquileia ausübte.
Der Altaraufsatz ist in vier Teile gegliedert: das Zentrum bildet das Triptychon, das Maria als die Mutter Gottes (lat. mater dei) mit dem Jesuskind auf ihrem Schoß zeigt; von links und rechts eilen die Erzengel Michael und Gabriel auf die sitzende Mutter mit Kind zu. Die Szene spielt sich unter einer dreibögigen Arkade ab. Das Triptychon ist zu jeder Seite von einer Abteilung flankiert, in denen insgesamt 25 männliche und weibliche Heilige in jeweils drei horizontalen Reihen nebeneinander stehen. Alle Figuren mit Ausnahme des Jesuskindes sind namentlich gekennzeichnet. Um das Triptychon und die beiden Seitenabteilungen läuft der Rahmen herum, in dem Kopfmedaillons ohne Inschriften abgebildet sind. Im oberen horizontalen Rahmenstück werden Christus und Johannes der Täufer sowie die vier Evangelisten dargestellt. Im unteren Gegenstück kann Pilgrim II., der sich kniend zu Füßen der Maria befindet, durch eine begleitende Inschrift als Stifter des Altaraufsatzes identifiziert werden. An der Innenseite beider Rahmenbretter läuft waagerecht die Votivinschrift entlang, die zehn leoninische Verse enthält.

## Typographie
Alle Inschriften auf dem Altaraufsatz wurden auf Latein abgefasst. Der Schrifttypus der Weiheinschrift wird im Großen und Ganzen als gotische Kapitalis eingeordnet. Zur Produktion der Inschriften wurden die Buchstaben nach übereinstimmender Ansicht moderner Kommentatoren mittels einzelner Letterpunzen nacheinander in das Silber eingeschlagen. Für die typographische Herstellungsweise spricht, dass die Buchstaben augenscheinlich das Kriterium der Typidentität erfüllen, demzufolge jedes Buchstabenbild von ein und derselben Letterpunze herrühren muss. Dies lässt sich u. a. an dem fehlerhaften „R“ erkennen, dessen Beschädigung sich in allen Rs im Text wiederholt. Die Buchstaben ragen im Hochrelief aus rechteckigen Vertiefungen hervor, die durch das Fleisch der Tiefreliefpunzen erzeugt wurden; die Scheidung der Buchstaben und ihrer Vertiefungen voneinander durch feine Ränder ist ein weiteres Indiz für die sequentielle Verwendung einzelner Lettern. Auch die Beobachtung, dass die Buchstaben nicht immer die Linie halten, sondern auf der Grundlinie gleichsam 'tanzen', weist auf den Einsatz einzelner Letterpunzen hin.
Insgesamt lässt sich im Schriftbild die Verwendung von circa vierzig Lettern ausmachen, die zu ungefähr gleichen Teilen in einer kleineren und einer größeren Schriftgröße erscheinen. Mit den kleineren Lettern wurden die Heiligennamen und die Stifterinschrift des Patriarchen gepunzt, während die anderen für den Druck der Namen der Erzengel, der Muttergottes, der Abkürzungen von sanctus/sancta („heilig“) und der zweizeiligen Inschrift verwendet wurden. Letztere wurde auf acht Silberstreifen geschlagen, die anschließend aneinandergereiht auf den hölzernen Untergrund des Altaraufsatzes genagelt wurden.
Die typographische Technik könnte dem Kunsthistoriker Angelo Lipinsky zufolge dem byzantinischen Kulturraum entlehnt worden sein, wo derartig erstellte Inschriften im 10. bis 12. Jahrhundert auf Staurotheken und Lipsanotheken zu finden gewesen seien. Eine stichprobenartige Überprüfung dieser Vermutung anhand der Limburger Staurothek ergab jedoch, dass deren Inschrift vielmehr direkt in das Metall graviert wurde.
Die Prüfeninger Weiheinschrift von 1119 ist ein weiteres frühes Beispiel für typographische Textproduktion im lateinischen Westen, das sich allerdings in einigen technischen Merkmalen unterscheidet: die Inschrift erscheint im Tiefrelief und die Platte ist aus Ton, nicht Silber. Entsprechend der geringeren Härte des Bedruckstoffs wurden keine metallenen Punzen, sondern (Holz)stempel eingesetzt.